# Saint Jérôme dans son étude (Antonello de Messine)
Pour les articles homonymes, voir Saint Jérôme dans son étude.
Saint Jérôme dans son étude est le titre d'une peinture à l'huile sur panneau de tilleul (45,7 × 36,2 cm) réalisée par Antonello de Messine vers 1474-1475, et actuellement conservée à la National Gallery à Londres.

## Historique de l'œuvre et attribution
Le tableau est précisément décrit par Marcantonio Michiel, qui a pu l'admirer dans la collection vénitienne d'Antonio Pasqualino en 1529 (soit cinquante ans après la date de sa réalisation probable). Mais celui-ci hésite quant à son attribution, car s'il y voit personnellement « la main de Jacometto », il rapporte également que d'autres le considèrent comme une œuvre d'Antonello, de Jan van Eyck, de Hans Memling, ou d'un autre primitif flamand.
Après ce témoignage, on perd toute trace du tableau jusqu'en 1835, quand il réapparaît, attribué à Albrecht Dürer, dans la collection de Sir Thomas Baring à Stratton (Hampshire). Celui-ci le vend en 1848 à William Coningham (qui le considère de la main de Jan van Eyck), puis le rachète l'année suivante. Il est attribué à Antonello quand il devient, en 1850, la propriété du Comte de Northbrook, le neveu de Thomas Baring. 
Le tableau entre définitivement dans les collections de la National Gallery en 1894.

## Problèmes de datation
Dans la mesure où, contrairement à d'autres œuvres d'Antonello, celle-ci n'est ni signée, ni datée par le peintre, sa datation a pu faire débat, entre deux écoles principalement. La première (Lauts, Baottari, Davies, Little et Bologna) met en avant la manière flamande, et l'influence très nettement perceptible de Jan van Eyck, pour considérer le tableau comme une réalisation de jeunesse, des années 1455-1460. La seconde (Lionello Venturi, Roberto Longhi, Causa) argue de la maîtrise technique, notamment dans le traitement de la perspective et de la lumière dont fait preuve le peintre, et qu'il n'acquiert qu'à partir des années 1470, pour en faire une œuvre de la maturité. C'est cette dernière hypothèse qui est la plus souvent retenue par la critique moderne.

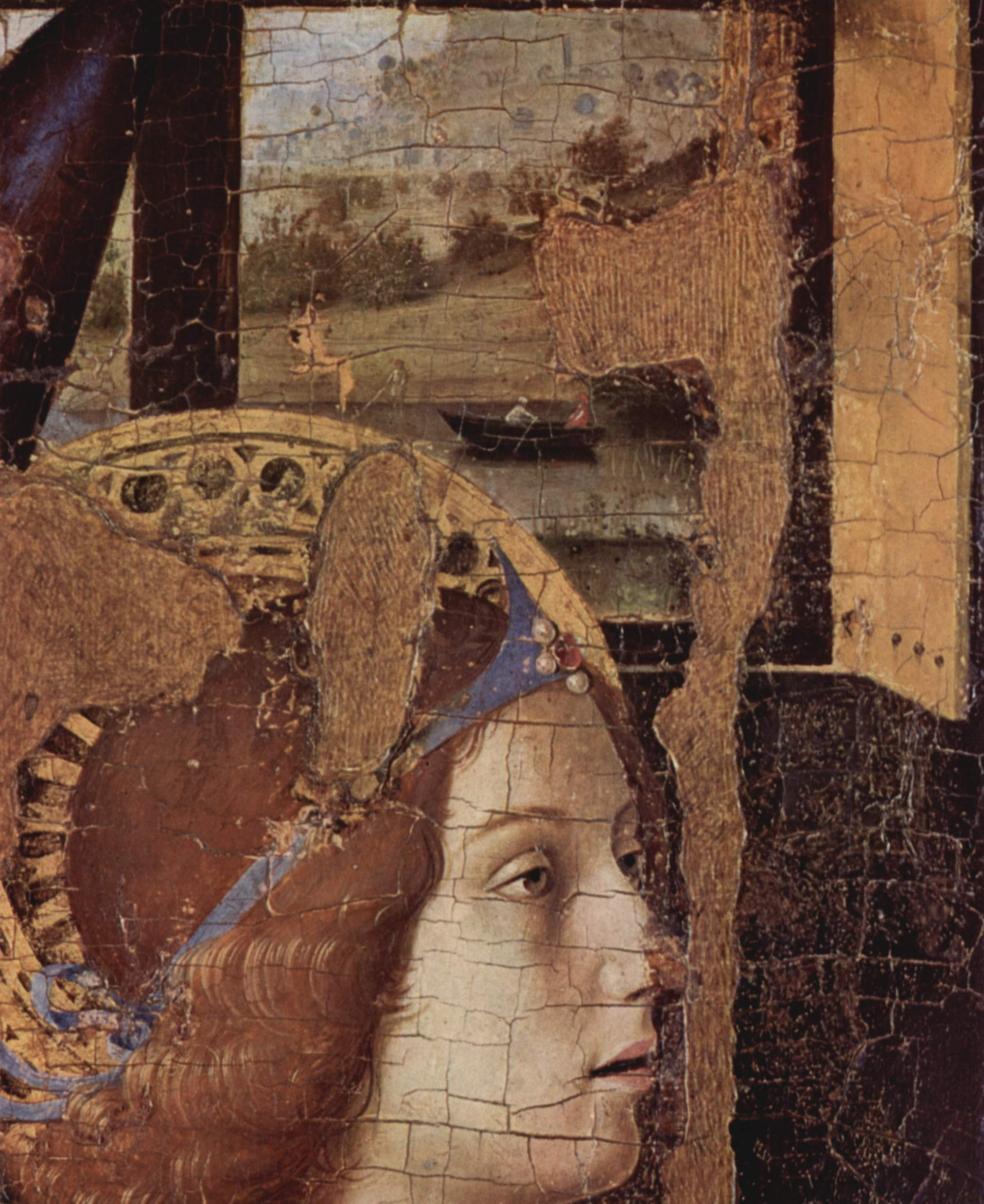
Détail de la fenêtre de gauche de L'Annonciation de Syracuse

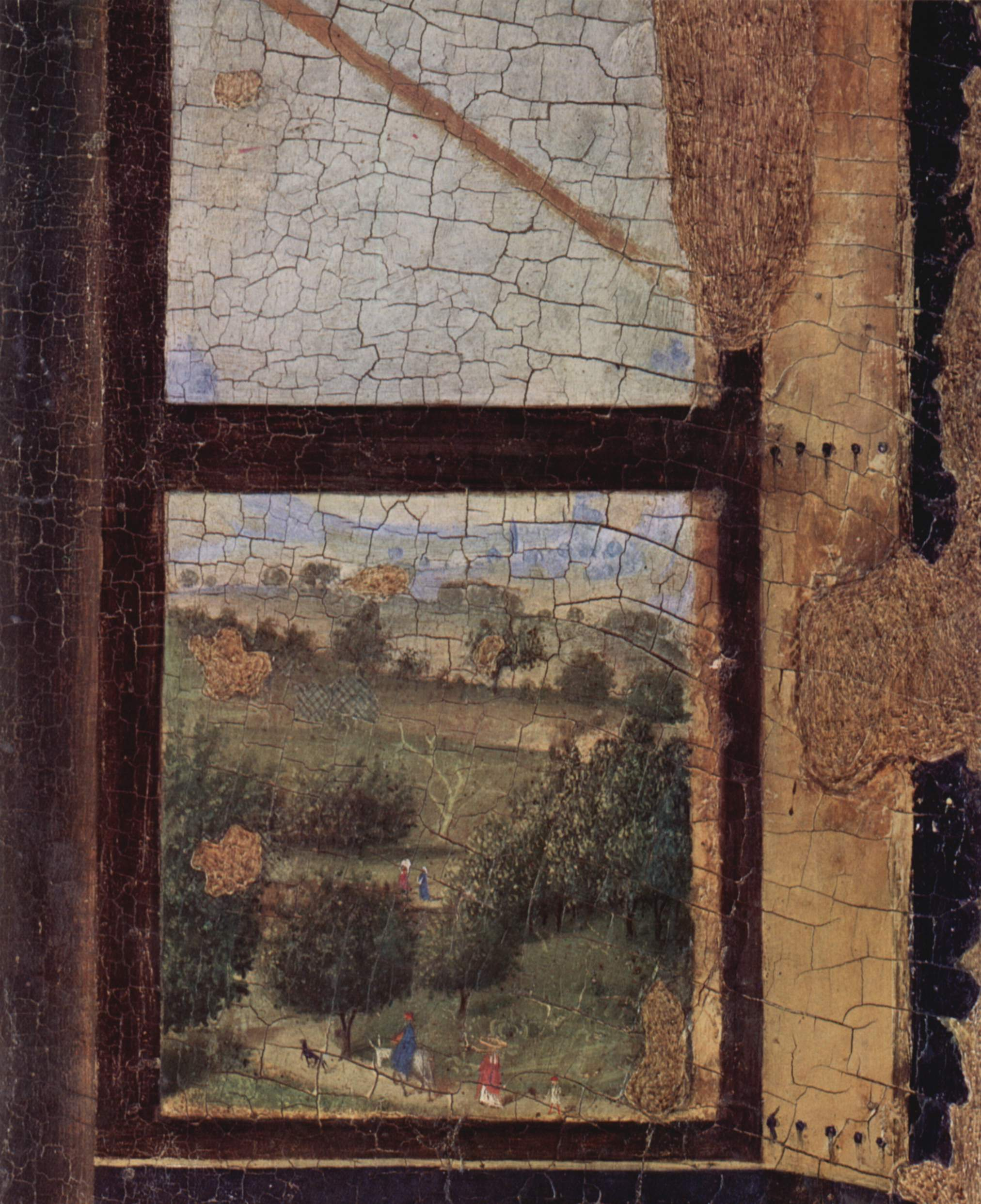
Détail de la fenêtre de droite de L'Annonciation de Syracuse

Le rapprochement avec certains éléments de L'Annonciation de la Galleria Regionale di Palazzo Bellomo, comme la plante en boule devant le pupitre de la Vierge, dans un pot en majolique, le détail des paysages par les fenêtres qui s'ouvrent dans le mur du fond de la pièce, et l'audacieux effet de contre-jour, pourrait accréditer l'idée que les deux œuvres sont contemporaines. Or, un document historique précise que L'Annonciation a été commandée à Antonello en 1474 pour l'Église de l'Annunziata à Palazzolo Acreide, dans la province de Syracuse, juste avant son départ pour Venise. C'est pourquoi la date de 1474-75 a été avancée. Si Giacchiono Barbera penche pour une exécution juste avant ce voyage à Venise, en 1474 donc, Mauro Lucco propose plutôt d'y voir un tableau effectué pendant le séjour vénitien, en s'appuyant sur l'utilisation par Antonello d'un panneau de tilleul, dans un bois courant en Italie du Nord, mais très rare, voire inconnu dans le Sud.
Des thèses récentes ont en outre proposé de faire de ce saint Jérôme un portrait masqué de son commanditaire (qui n'est, à ce jour, authentifié par aucun document). Penny Howell Jolly par exemple veut reconnaître sous les traits de saint Jérôme le roi Alphonse V d'Aragon, mort en 1458, ce qui aurait pour conséquence logique de placer la réalisation du tableau avant cette date. Bernhard Ridderbos quant à lui y voit le portrait du cardinal Nicola Cusano . Mauro Lucco rejette ces thèses identificatrices savantes, en insistant sur la contradiction interne, voire le non-sens qu'il y a selon lui dans la notion de « portrait caché » — le portrait ayant justement pour fonction de glorifier son commanditaire, donc de le rendre reconnaissable. Il propose, en dernier ressort, de faire confiance à ce que le tableau présente ouvertement : une interprétation libre, de la part du peintre, d'un saint du passé, qui lui permet de déployer toute l'ampleur de sa virtuosité et son imagination créatrices.

## Description
Malgré sa petite taille, le tableau produit un effet de monumentalité, en jouant, à travers l'ouverture qui procure un effet de cadre dans le cadre, sur les pleins et les vides. La perspective centrale, soulignée par le dallage, dirige d'abord le regard sur le saint. Mais l'œil est ensuite attiré par les détails des objets qui entourent celui-ci dans le meuble qui figure son cabinet de travail, puis se dirige vers le mur du fond, guidé par la lumière provenant des trois ouvertures de la partie supérieure, mais aussi à gauche et à droite du cabinet, vers les fenêtres découpées dans la partie inférieure de l'intérieur, et qui s'ouvrent vers un paysage s'étendant au loin. 

### L'encadrement d'une porte

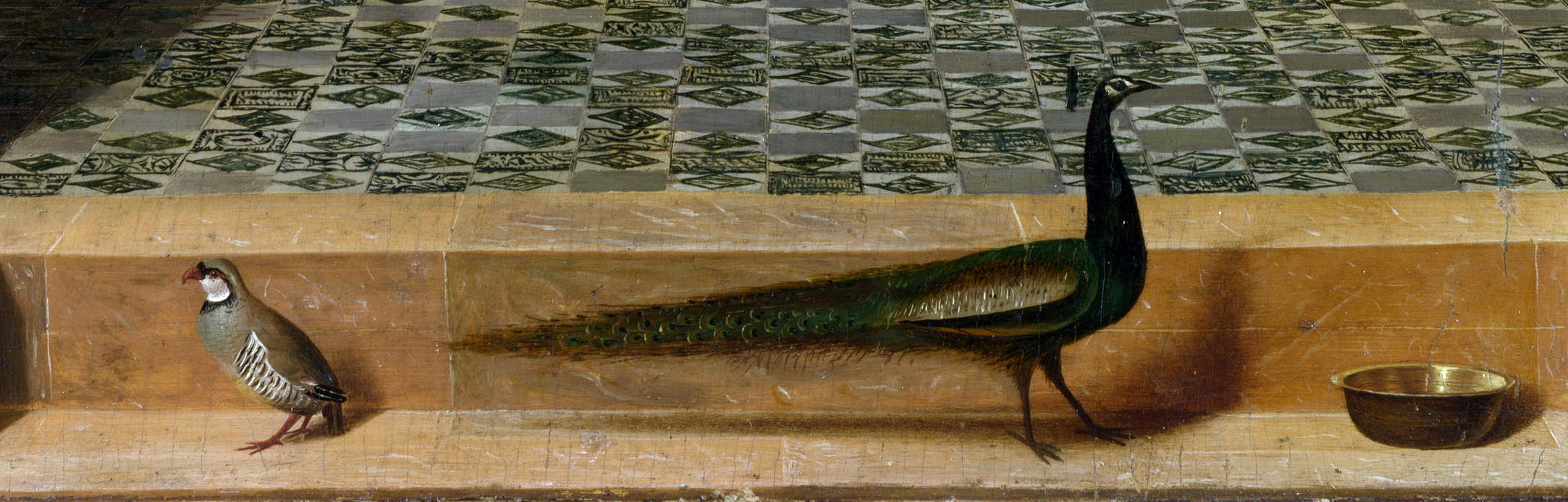
Détail du premier plan inférieur

Les bords du tableau représentent l'encadrement d'une porte (ou d'une fenêtre) de marbre veiné, en arc segmentaire de style catalan, par laquelle on accède à un vaste intérieur, palais ou cathédrale. Sur la marche figurée en bas du tableau, au premier plan, se trouvent, de gauche à droite, une perdrix selon son profil gauche, un paon selon son profil droit, et une bassine de cuivre remplie d'eau.

### Le sol
L'intérieur est pavé selon une alternance complexe, mais régulière, de carreaux de céramique grise et de carreaux blancs présentant des motifs en rectangle et losange verts. Le pavage souligne la perspective dont le point de fuite se situe un peu au-dessus des mains de saint Jérôme lisant, et attire également le regard de part et d'autre du cabinet d'étude, jusqu'aux murs du fond.

### Le meuble du cabinet d'étude
Au milieu de cet intérieur se dresse un imposant meuble de bois, qui est le cabinet d'étude de saint Jérôme, et qui peut être composé de trois éléments principaux. Antonello a pris soin de représenter à la fois les différentes planches qui le composent, par des rayures horizontales et verticales plus sombres, mais aussi les veinures du bois.

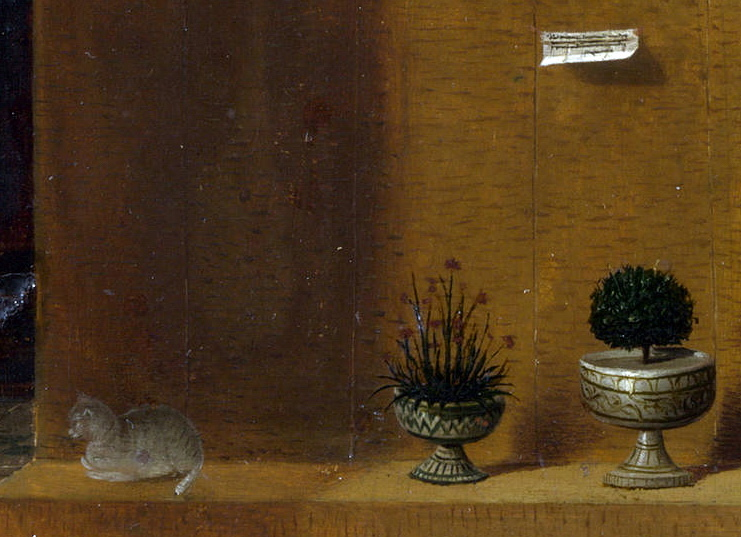
Détail de la gauche inférieure du studiolo

La première partie du meuble serait l'estrade à laquelle on accède par un petit escalier de trois marches, au pied duquel se trouve une paire de chaussures. La partie gauche de cette estrade, en face de l'escalier, présente une avancée soutenue par trois arcs. Sur cette avancée sont représentés, de droite à gauche, deux pots de fleurs en majolique, formés d'un pied et d'une coupe sphérique, dans lesquels sont plantés un petit arbuste taillé en boule, et des fleurs, peut-être des œillets. Au bout, un petit chat, représenté selon son profil gauche, se tient paisiblement, les pattes recourbées sous lui.
Le second élément de ce meuble serait composé d'un caisson dans lequel s'ouvre une porte arrondie à gauche (coupée en partie par le rebord de la porte de marbre), et, à droite, deux étagères devant un plateau qui se finit en repose-livre incliné. Au-dessus de ces étagères, qui surplombe la scène, dans l'axe de saint Jérôme, se dresse un crucifix. Sur la face extérieure de ce caisson, à côté de la porte, sont suspendus à des clous une lanterne portative et une serviette blanche à franges. Les deux étagères sont garnies de livres. Deux autres livres, l'un sur l'autre, encombrent le plateau devant les étagères : celui de gauche comporte un fermoir double, alors qu'entre les pages de l'autre est glissé un petit morceau de papier blanc. Derrière ce second livre, on distingue, à demi caché, un encrier noir dans lequel trempe une plume. En dessous de ce livre, sur la face extérieure du bureau, est fixé un petit écriteau de papier, qui n'est pas sans rappeler la façon qu'adopte souvent Antonello pour signer ses œuvres, mais qui est ici illisible. Devant le repose-livre, sur l'estrade, se trouve saint Jérôme, de profil, en train de feuilleter un ouvrage. Il marque une page de gauche de son index, alors qu'entre le pouce et l'index de la main droite, il tourne la page de droite. Il est assis sur une lourde chaise en bois peint ou marqueté, en forme de demi-cylindre découpé. Son attitude est celle d'un homme concentré, voire absorbé dans sa lecture. Il est en tenue de cardinal, avec un calotte rouge et un manteau rouge tombant sur le sol dans un lourd drapé. Les manches blanches de sa chemise dépassent de son manteau. Une sorte de fourrure brune lui couvre la poitrine. Derrière son fauteuil se trouve un coffre bas qui occupe toute la profondeur de l'estrade, et sur lequel est posé, près des étagères du fond, le chapeau cardinalice à larges bords, rouge également.
Les étagères du fond se divisent en quatre caissons s'ouvrant dans la moitié supérieure du meuble. Sur l'étagère inférieure droite sont disposés des livres pêle-mêle, dont trois debout et ouverts, et des documents ficelés. Sur l'étagère inférieure droite se trouvent trois autres livres, et un pot rond et rouge. À un clou planté dans la face intérieure de ce caisson, à droite, est suspendue une nouvelle petite lanterne. Sur l'étagère supérieure gauche sont disposés une carafe de verre transparent, et sept livres, sur l'étagère supérieure droite, un livre empaqueté dans un tissu dont le nœud pend au-dessus de l'étagère, deux pots de faïence peinte, un plateau métallique circulaire (ou ovale) à rebords, et un petit coffret peint en vert et rouge.
Le dessus de l'étagère est lui aussi encombré d'objets : divers livres ou papiers, et un plateau métallique ovale à rebords, semblable à celui situé juste en dessous, sur l'étagère.

### L'espace intérieur derrière le meuble
Le meuble du cabinet d'étude est encadré par deux piliers quadrilobés soutenant des arcades brisées qui s'élèvent jusqu'au plafond, et qui mènent, dans la profondeur - par conséquent, en raccourci -, au mur du fond percé, dans sa partie supérieure, de trois ouvertures à meneau au milieu de nouvelles arcades brisées. Ces fenêtres bipartites sont composées de deux arcs lobés séparés par une colonnette, dans un encadrement en plein-cintre. Sur le rebord de celle du milieu sont posés deux oiseaux; par ses ouvertures, on voit deux autres oiseaux planant dans le ciel bleu. Celle de gauche est en partie masquée par la porte de marbre du premier plan, de même que celle de droite, sur le rebord de laquelle reposent deux autres oiseaux, alors qu'un septième planant dans les airs est visible par ses ouvertures.
La partie inférieure de la salle se prolonge, à gauche du meuble, jusqu'à une fenêtre à croisée percée dans le même mur que celui qui présente les trois ouvertures supérieures. À droite du meuble, on distingue, dans l'ombre, un lion qui s'avance paisiblement en levant une patte. Mais derrière le lion, le mur est percé d'une ouverture en plein-cintre qui donne sur une galerie partagée par une rangée de six colonnes. Au fond de cette galerie se trouvent, de part et d'autre de la dernière colonne, deux fenêtres rectangulaires (celle de gauche étant à demi masquée par la colonne quadrilobée située derrière le meuble du cabinet d'étude).

### Les deux fenêtres inférieures et le paysage de l'arrière-plan

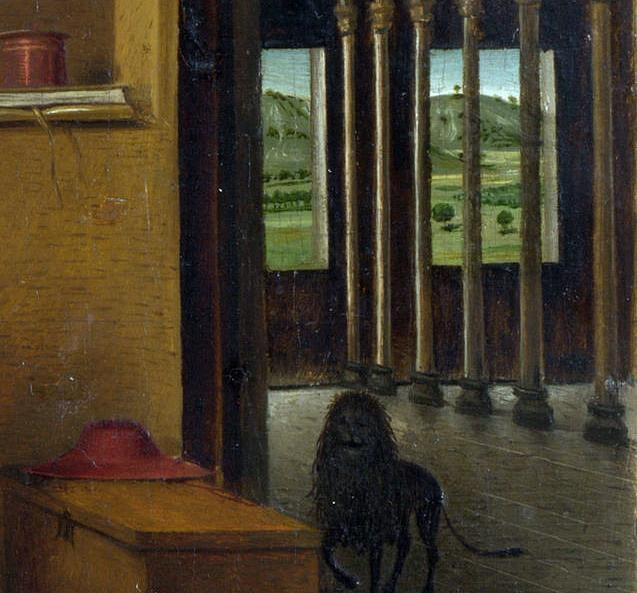
Détail de la fenêtre inférieure de droite

La fenêtre inférieure de gauche s'ouvre sur un paysage miniature de campagne verdoyante. Au premier plan de celui-ci, on peut apercevoir, au bord d'une rivière qui coupe horizontalement l'espace de la fenêtre, un arbre à gauche, et deux personnages en habit noir et coiffe blanche, accompagnés d'un animal, vraisemblablement un chien. Sur la rivière, deux personnages en habit et couvre-chef blancs, sont dans une barque, en train de ramer. Leur reflet dans l'eau a été soigneusement représenté. Sur l'autre rive se trouve, à côté d'un arbre, un personnage en pourpoint rouge et chapeau noir, qui semble regarder les rameurs. Peut-être est-ce un pêcheur. Plus loin dans le paysage, deux personnages à cheval se déplacent sur une croisée de chemins séparant, à gauche une ville entourée de murailles et de tours blanches d'où s'élève notamment un clocher pointu, à droite un enclos blanc protégeant ce qui peut être un jardin, ou un verger. Au loin s'élèvent des collines.
Les deux fenêtres inférieures de droite laissent voir la continuité du paysage de gauche. Cependant, aucune trace humaine ne s'y remarque : seules les boules de quelques arbres parsèment la vallée avant que les collines viennent rapidement boucher l'horizon.

## Interprétation

### Saint Jérôme, père des humanistes

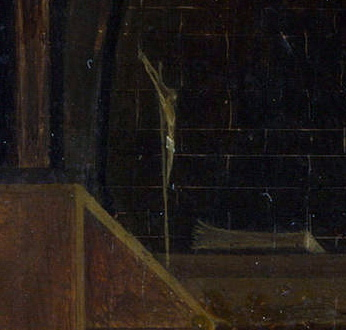
Détail du crucifix en haut de l'étagère

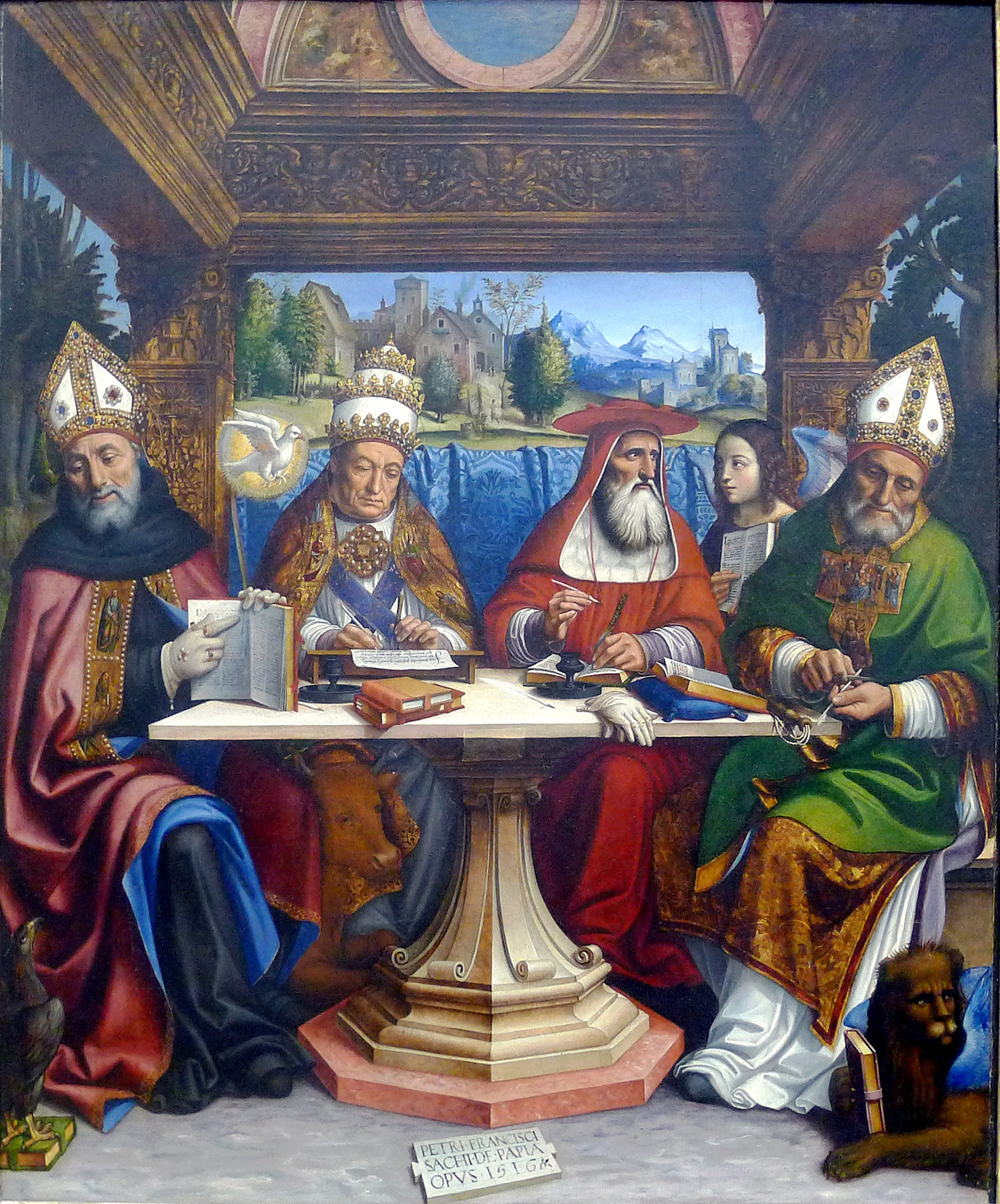
Les Quatre docteurs de l'Eglise (Pier Francesco Sacchi, 1516, Louvre)

Saint Jérôme, Docteur et Père de l'Église des IVe siècle et Ve siècle, est reconnaissable à plusieurs éléments. Tout d'abord, la tenue pourpre de cardinal, manteau, calotte, et chapeau cardinalice à larges bords, lui avait été donnée par la tradition picturale, en tant que conseiller personnel du pape Damase Ier - si ce n'est par la vérité historique, dans la mesure où le cardinalat lui est postérieur. Ensuite, Jacques de Voragine lui attribue, dans La Légende dorée, l'extraction d'une épine de la patte d'un lion, qu'il domestiqua par la suite : c'est ce à quoi fait allusion le lion qui s'avance paisiblement dans l'ombre, à droite. Enfin, saint Jérôme, moine lettré, et auteur de la Vulgate, la traduction latine officielle de la Bible, est une figure particulièrement appréciée lors de la Renaissance au XVe siècle. Sa connaissance du grec et de l'hébreu ont en effet pu le faire considérer comme le précurseur des valeurs nouvelles de l'humanisme. Il est ici présenté, dans sa pose de profil un peu austère, comme un savant absorbé dans sa lecture que rien ne vient déranger, au milieu des ouvrages qui garnissent ses étagères, dans le cadre solennel d'une architecture gothique qui s'oppose au paysage riant visible par les fenêtres. L'encrier posé devant lui, les nombreux ouvrages qui reposent debout, ouverts, évoquent son activité d'exégète biblique, voire de philologue avant l'heure, sous le regard du Christ figuré par le crucifix qui s'élève au-dessus de lui.
Ce petit panneau était destiné à une clientèle privée, ce que confirme le témoignage de Marcantonio Michiel qui l'admira dans la maison d'Antonio Pasqualino en 1529. Peut-être même, selon la suggestion de Fiorella Sricchia Santoro, était-il destiné à orner un studiolo, à la manière de ceux qui fleurirent à l'époque d'Antonello, et au propriétaire duquel il aurait renvoyé une image pour le moins flatteuse.

### Un tableau jouant sur une apparence stricte pour développer des effets de variations virtuoses
L'enthousiasme de Michiel à l'égard de la minutie, de la précision dans le détail de l'œuvre rappellent en outre ce qui pourrait paraître une évidence, mais qui est essentiel pour sa réception : le tableau était destiné à être admiré de près - à la différence, par exemple, des œuvres d'autel. Antonello jouit en effet, notamment à Venise, d'une réputation de peintre virtuose, et est à ce titre recherché des plus éminents commanditaires, tel le collectionneur Michele Vianello, dont il fera le portrait.

#### Une impression première de « fenêtre ouverte »

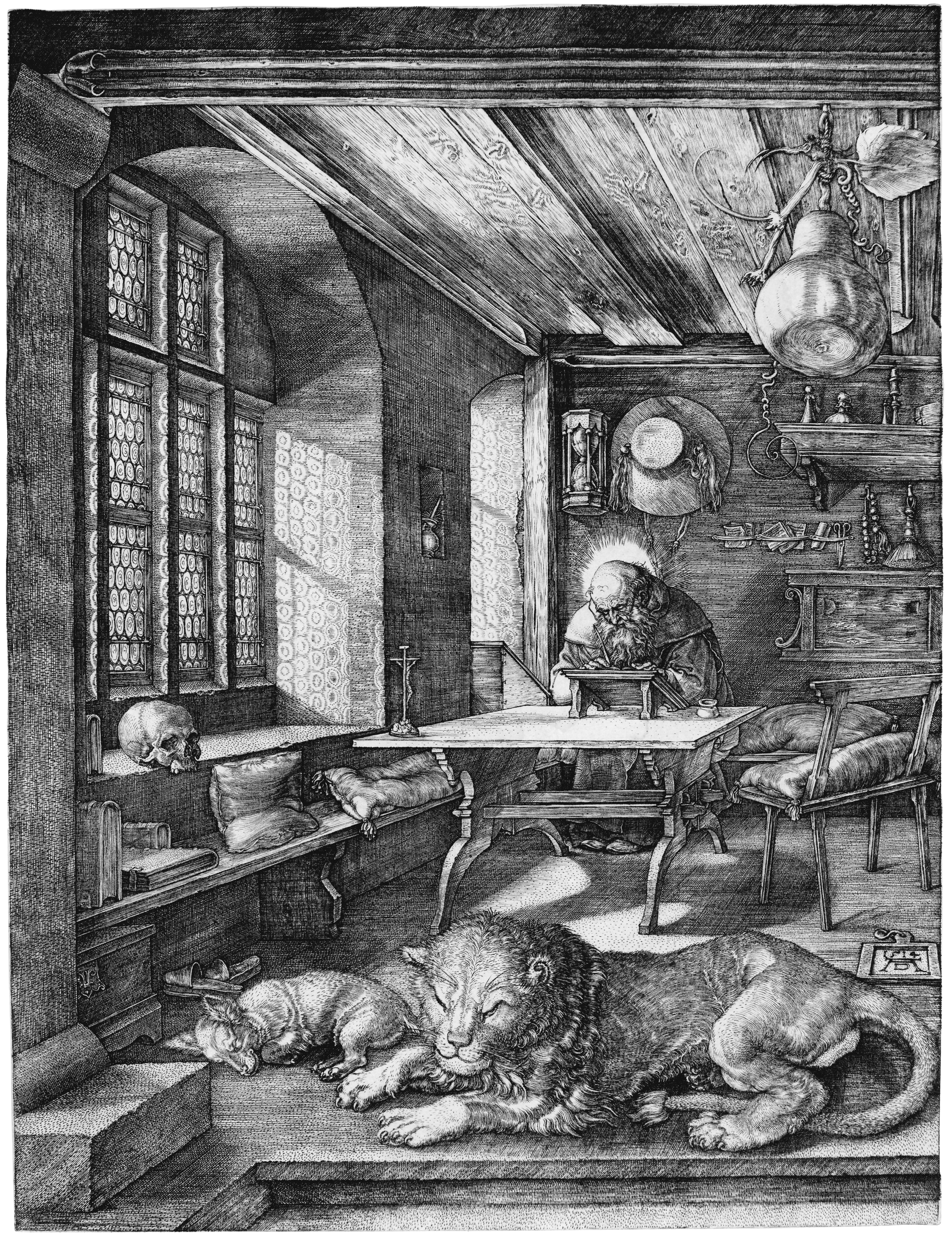
Albrecht Dürer, Saint Jérôme dans son cabinet, 1514

Le premier coup d'œil jeté sur la peinture donne l'impression d'un composition stricte, presque austère, par le lourd encadrement de l'ouverture extérieure, par le pavement dont les lignes de fuite guident le regard approximativement au centre de cette ouverture, par le cabinet de travail qui paraît posé au milieu de la salle, selon une symétrie que soulignent les trois fenêtre bipartites en haut du mur du fond, et les deux fenêtres inférieures, par la sensation d'isolement de ce cabinet, presque incongru dans un vaste intérieur gothique, par la posture de saint Jérôme, enfin, absorbé dans sa lecture, et représenté selon un profil renvoyant à la manière des primitifs italiens — alors qu'Antonello était coutumier des portraits de trois-quarts à la van Eyck —, qui évite la confrontation avec le regard du spectateur.
Erwin Panofsky souligne à cet égard la « signification objective de la perspective » centrale, qui fait du tableau une « fenêtre ouverte », selon la célèbre expression d'Alberti dans son De pictura (1435), et qui force le spectateur à une confrontation frontale avec l’œuvre, empêchant par là-même toute implication subjective de celui-ci. Opposant le Saint Jérôme d'Antonello à la gravure d'Albrecht Dürer réalisée en 1514 sur le même sujet, il met en avant la présence de l'encadrement extérieur, qui laisse en quelque sorte le spectateur au seuil du cabinet d'étude, et ne fait commencer l'espace qu'au niveau de la surface peinte (puisque l'on voit où commence le dallage), voire, avec le rebord peint au premier plan, un peu en arrière de celui-ci. Il souligne également le relatif éloignement de saint Jérôme que suggère la perspective, et qui le met à distance, le choix d'un point de fuite centré, et le sentiment que le point de vue du spectateur n'est pas choisi par celui-ci, mais imposé par les lois mathématiques qui régissent la composition du cadre architectural. La gravure de Dürer, au contraire, donne le sentiment d'inclure le spectateur dans « l'habitacle » que constitue le cabinet, en faisant le choix d'une perspective oblique, en présentant le personnage à une distance proche du spectateur (que Panofsky évalue à 1,50 mètre), et en représentant, en amorce, des marches qui invitent à pénétrer dans l'étude du saint.
Cependant, cette impression première d'objectivité et de froideur est dépassée par un œil qui s'attarderait aux détails de la surface peinte, et qui découvrirait un véritable plaisir de la variation.

#### Le traitement de la lumière
De façon audacieuse, Antonello choisit d'éclairer la scène par deux sources de lumière contradictoires, l'une qui entrerait par l'espace situé devant le tableau, l'autre par l'espace situé derrière le mur du fond (et que masque le cabinet de saint Jérôme), comme s'il y avait deux soleils dans le ciel.
La première, et principale, se situerait donc en avant, en haut à gauche de la surface du tableau. Elle justifie les ombres portées du premier plan, des deux oiseaux et de la bassine sur les pierres de l'encadrement, mais aussi celles de l'encadrement sur la gauche la pièce, qui recouvre la partie gauche du meuble — et le chat —, et des étagères du fond. Ce même source de lumière explique également les ombres portées sur le meuble, des pots de faïence, de saint Jérôme assis, mais aussi du meuble sur la partie droite de la pièce. À la manière flamande, Antonello porte une attention particulière aux jeux d'absorption et de réfraction de la lumière par les différentes matières : si le bois l'absorbe uniformément, la faïence — aussi bien celle des pots de fleurs en bas du meuble que celle des pots d'apothicaire sur l'étagère supérieure droite — la reflète en de fines touches blanches, de même que les trois surfaces métalliques, le bassin du premier plan, et les deux plateaux, de l'étagère supérieure gauche et du haut du meuble.
Mais les trois ouvertures bipartites de la partie supérieure du mur du fond, qui laissent voir un ciel radieux, éclairent également le haut de la voûte gothique, et le lignes intérieures des arcades qui s'avancent en raccourci vers le cabinet d'étude, rejetant le mur du fond dans l'obscurité d'un contre-jour. Enfin, la lumière du paysage du fond entre par les deux fenêtres inférieures, et vient noyer dans un halo de reflets le pavement juste devant les ouvertures, pour révéler à droite les lignes des arcades et des colonnes de la galerie.

#### Jeux de boîtes et de rectangles
Le tableau présente également des effets d'emboîtements successifs, qui évitent systématiquement les volumes simples, et perturbent en quelque sorte le regard pour le tromper dans ses réflexes d'observation trop hâtifs. 
Le tableau, tout d'abord, ne commence pas au dallage régulier, mais bien à l'ouverture, au premier plan, qui introduit un effet de surcadrage, et fait commencer l'espace de la pièce en arrière de la surface du tableau.
L'estrade n'est pas, comme pourrait le suggérer le coffre en raccourci à droite, de forme rectangulaire, mais présente une avancée devant l'escalier. Et les deux pièces principales qui composent le meuble, le bureau et les étagères du fond, ne sont pas solidaires, comme l'écrasement des distances dû à la perspective frontale le laisserait croire, mais bel et séparées par un espace, qui n'est réellement perceptible que par le fait que les angles des deux parties en haut à gauche du meuble ne coïncident pas — les étagères du bureau masquant en fait le bord gauche de celles du fond.
Enfin, si le mur du fond dans la partie supérieure de la composition laisse penser, comme c'est le cas à gauche, qu'il tombe de façon uniforme sur l'ensemble de la salle, ce que renforce le fait que le paysage extérieur se prolonge d'une fenêtre à l'autre, avec les mêmes collines bouchant l'horizon, la partie droite s'ouvre cependant sur une galerie qui prolonge l'espace intérieur dans la profondeur, derrière le lion qui s'approche vers son maître.
Ainsi, la surface du tableau vient figurer une boîte, l'espace intérieur, au milieu de laquelle « s'inscrit » une autre boîte, le meuble du studiolo. Mais cet espace intérieur est également inclus dans le monde, visible à l'arrière-plan, écho du monde situé devant l'espace du tableau, celui, réel, du spectateur.
Et si le tableau joue avec des découpes rectangulaires, de l'ouverture du premier plan jusqu'aux fenêtres vers le paysage, il offre avant tout une place de choix aux rectangles des livres ouverts, sur les étagères, entre les mains de saint Jérôme, lieux de déchiffrement du monde, revoyant, dans un jeu de miroir, au rectangle du cadre peint. 
La lecture, la peinture, se donneraient donc comme des surfaces de significations, mais aussi d'illusion et de jubilation, tout comme le cartellino, le petit panneau en trompe-l'œil sur la face extérieure du meuble, « comble de peinture » selon Daniel Arasse, qui invite le spectateur à s'avancer vers le cadre pour l'observer plus finement et qui, au lieu de dévoiler le nom attendu du peintre, reste à jamais illisible.

### Tentative d'interprétation iconographique

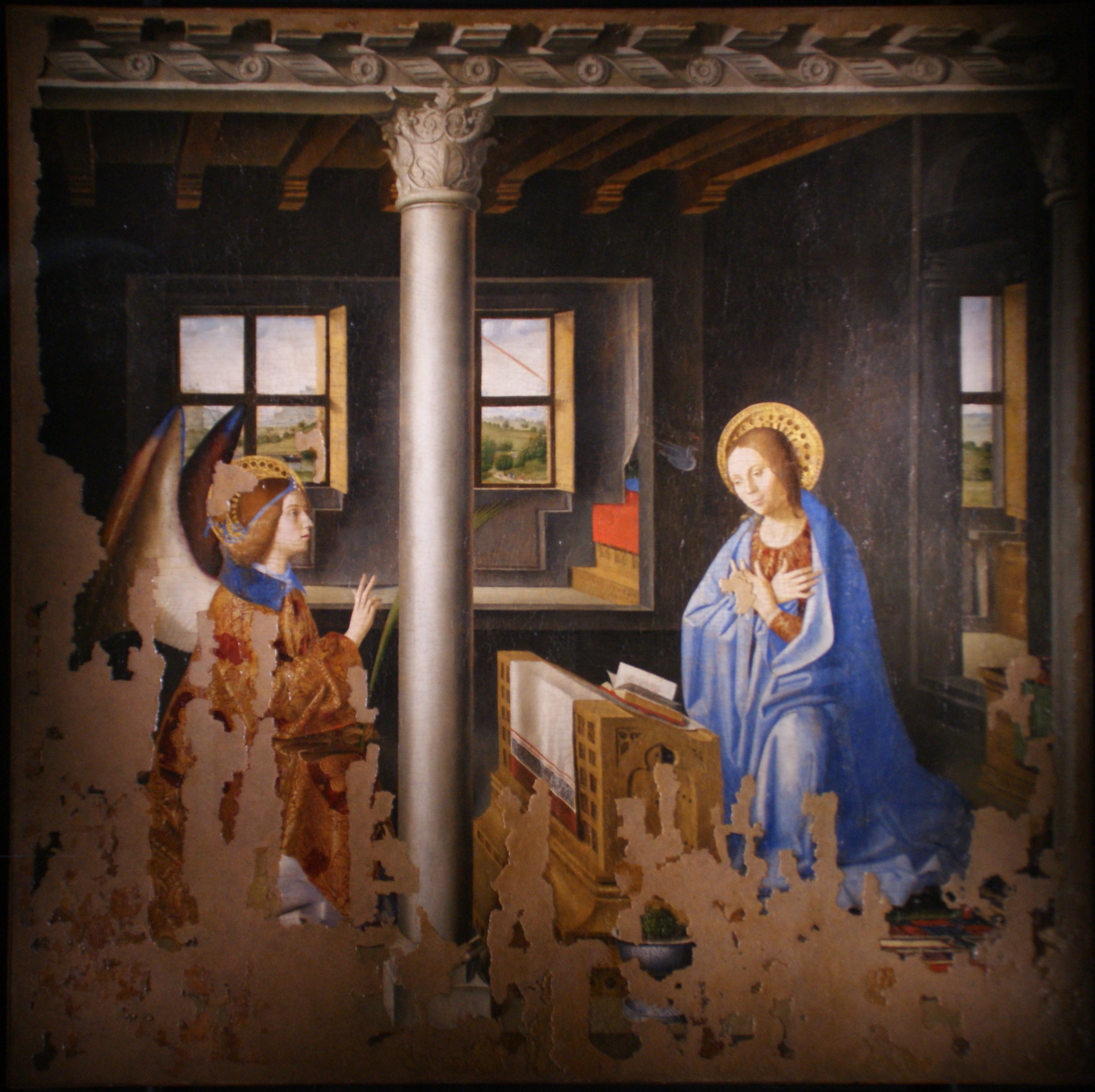
Antonello, Annonciation, vers 1474-1475, Syracuse, Galleria regionale di Palazzo Bellomo.

De nombreux détails qui entourent la figure de saint Jérôme heurtent la vraisemblance, et suggèrent une lecture allégorique. Dans la mesure où la représentation s'organise selon la réalité du monde visible, l'exigence de signification passe par le symbolisme, qui permet de passer de l'explicite à l'implicite - le problème d'une telle lecture résidant dans la polysémie des éléments figurés, si ce n'est dans l'intention du peintre et de son commanditaire. 
Penny Howell Jolly propose de décoder le programme iconographique du tableau à partir d'une lecture savante de la Lettre à Eustochie (Épître XXII) que saint Jérôme écrivit à Rome en 384, à l'occasion et en l'honneur du vœu de chasteté prononcé par sa proche amie Eustochie. Dans sa lettre, saint Jérôme développe trois thèmes principaux. Tout d'abord, l'ascèse, l'isolement et les mortifications y sont présentés comme la voie la plus sûre pour accéder au Paradis. Ensuite, la virginité est donnée comme l'état humain le plus proche de la divinité, et préférable à tout autre, y compris le mariage sanctifié par l'Église. Enfin, saint Jérôme se réfère (en première analyse, de façon paradoxale) à des images et allégories érotiques de l'Ancien Testament, notamment de Salomon, afin de rappeler à Eustochie qu'elle doit devenir l'égale de l'Épouse du Christ (la Vierge étant, selon lui, non seulement la Mère du Christ, mais aussi son Épouse). Ainsi s'expliqueraient la proximité du programme iconographique de l’œuvre d'Antonello avec celui des Annonciations, ainsi que la position de saint Jérôme, dans un face-à-face avec le livre qui rappelle celui de la Vierge avec l'Archange Gabriel. Le tableau comporterait alors deux sens de lecture, horizontal et vertical, présentant deux séries de symboles opposés.
Verticalement, à gauche, seraient présentés, en repoussoir, des symboles négatifs de l'impureté, associés à la vie en société :
- la perdrix, oiseau diabolique, qui vole les œufs des autres oiseaux pour les élever comme les siens, selon le Livre de Jérémie[21];
- trois éléments repoussés dans l'ombre : le chat, avatar du Diable, à connotations sexuelles, la lampe éteinte, allusion aux dix vierges qui durent s'accoupler avec le Démon quand, l'huile leur faisant défaut, elles furent plongées dans l'obscurité - dans la parabole des Vierges folles de l'Évangile selon Matthieu[22], citée par saint Jérôme dans sa lettre -, et enfin, la serviette souillée, symbole inversé de la virginité de Marie;
- et enfin, le paysage humanisé visible par la fenêtre, source, pour saint Jérôme, de tentation, de débauche et de corruption.

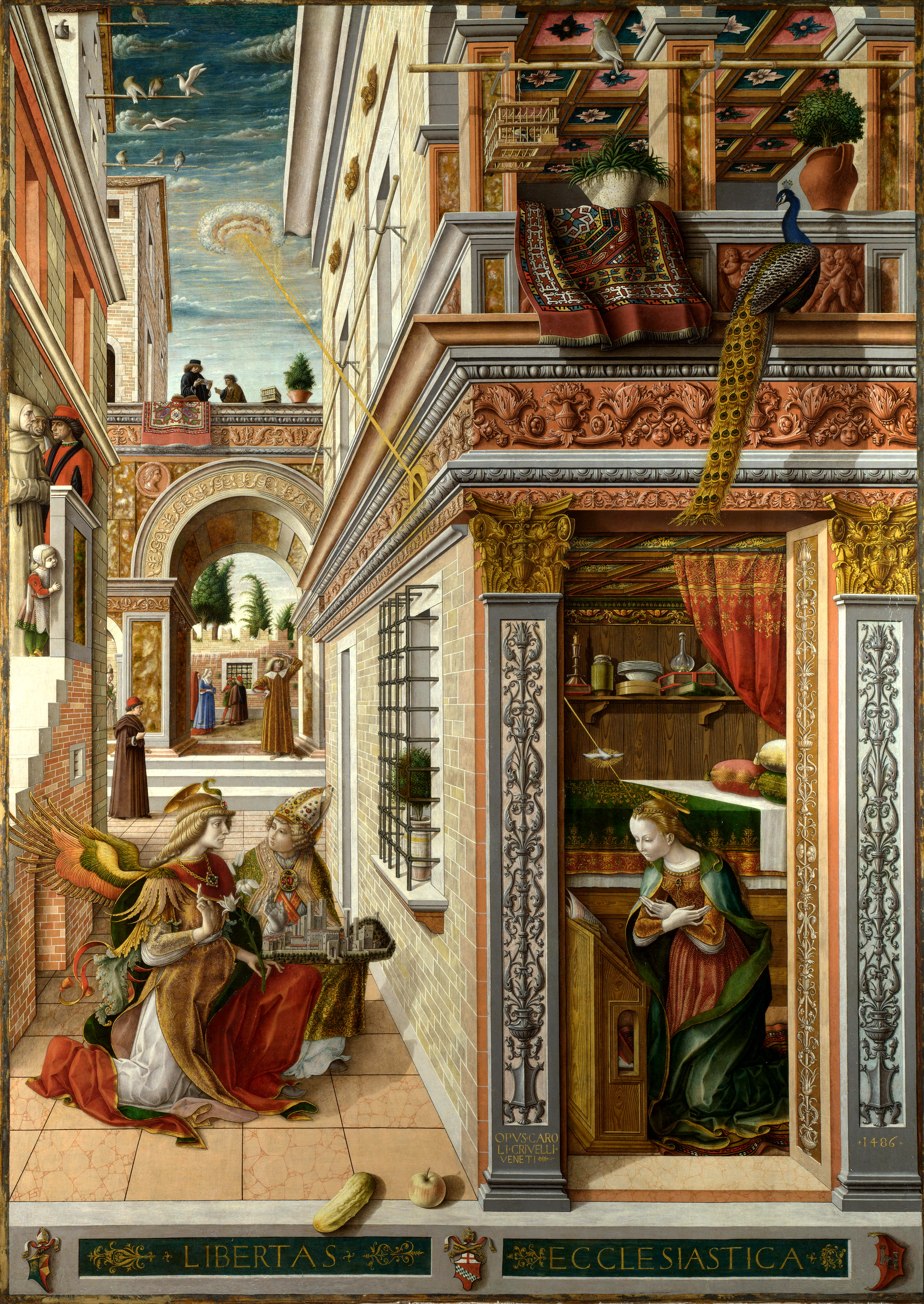
Exemple d'Annonciation présentant des éléments communs avec le Saint Jérôme d'Antonello (Carlo Crivelli, 1486, National Gallery

Horizontalement, les symboles deviendraient positifs, pour renvoyer à la pureté et aux moyens d'accéder au Salut :
- ainsi, la perdrix changerait de connotation, pour figurer, associée au paon, les oiseaux du Paradis, ou encore, incarner la vérité - les perdrix étant réputées pour toujours reconnaître la voix de leur mère[11]
- le paon renverrait, non pas à la vanité, mais à l'immortalité et l'incorruptibilité, sa chair étant considérée comme imputrescible
- la bassine de cuivre serait une allusion à la purification
- les patènes de métal ovales, l'une au-dessus de l'autre sur les étagères, rappelleraient le corps de Marie qui porta le Christ
- la carafe de verre transparent, sur l'étagère supérieure gauche, est une métaphore traditionnelle de la Vierge, puisqu'elle est traversée par la lumière sans être corrompue
- les pots d'apothicaire sur les étagères renverraient au rôle salvateur du Christ
- l'arbuste en pot serait une « version d'intérieur » du « Jardin clos » de la Vierge, métaphore de sa virginité, et qui se retrouve dans L’Annonciation de Syracuse
- l’œillet symboliserait les fiançailles de la Vierge et du Christ, l'Incarnation, ou encore la Passion du Christ
- le crucifix, qui surplombe l'étagère en face de saint Jérôme évoque la Passion du Christ, et l'omniprésence de celui-ci
- Saint Jérôme lui-même se trouve dans la lumière, qui provient d'une porte pouvant être une variation de la « porte céleste » par laquelle entre la lumière de la Cité de Dieu, ce qui renverrait à la source divine de son inspiration. Pour saint Jérôme, la lecture, la méditation et la vie contemplative étaient la seule voie pouvant mener au Salut
- le lion, et la fenêtre de droite ouverte sur un paysage naturel, sans trace humaine, rappelleraient le passé d'ermite de saint Jérôme, pénitent dans le désert
- les oiseaux dans les fenêtres du haut figureraient les âmes des Chrétiens s'envolant vers le Ciel.

## Influences et résonances

### Sources possibles

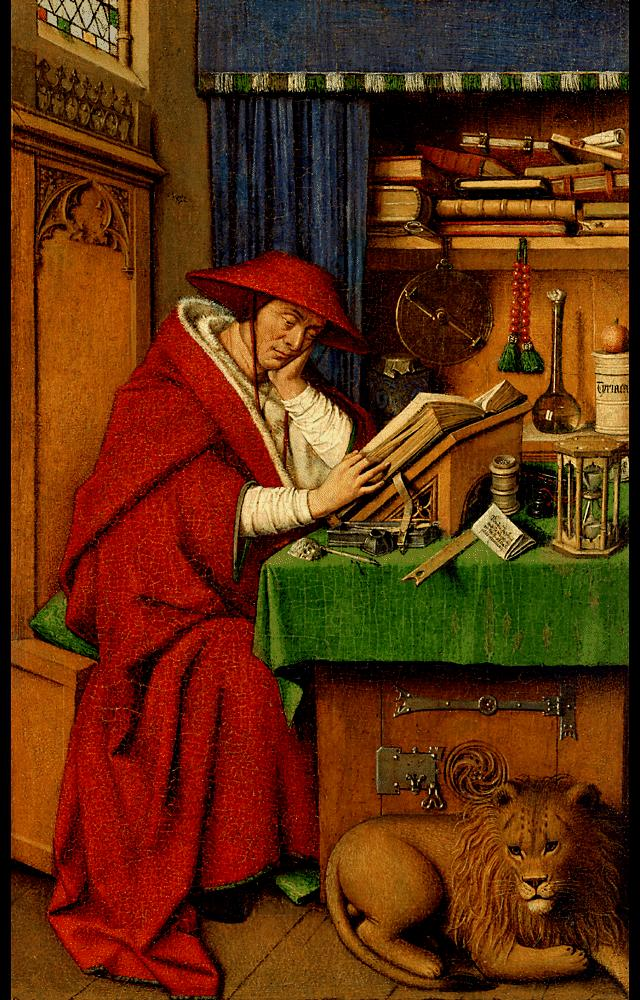
[d'après?] Jan van Eyck, Saint Jérôme dans son cabinet, vers 1435, Detroit Institute of Arts

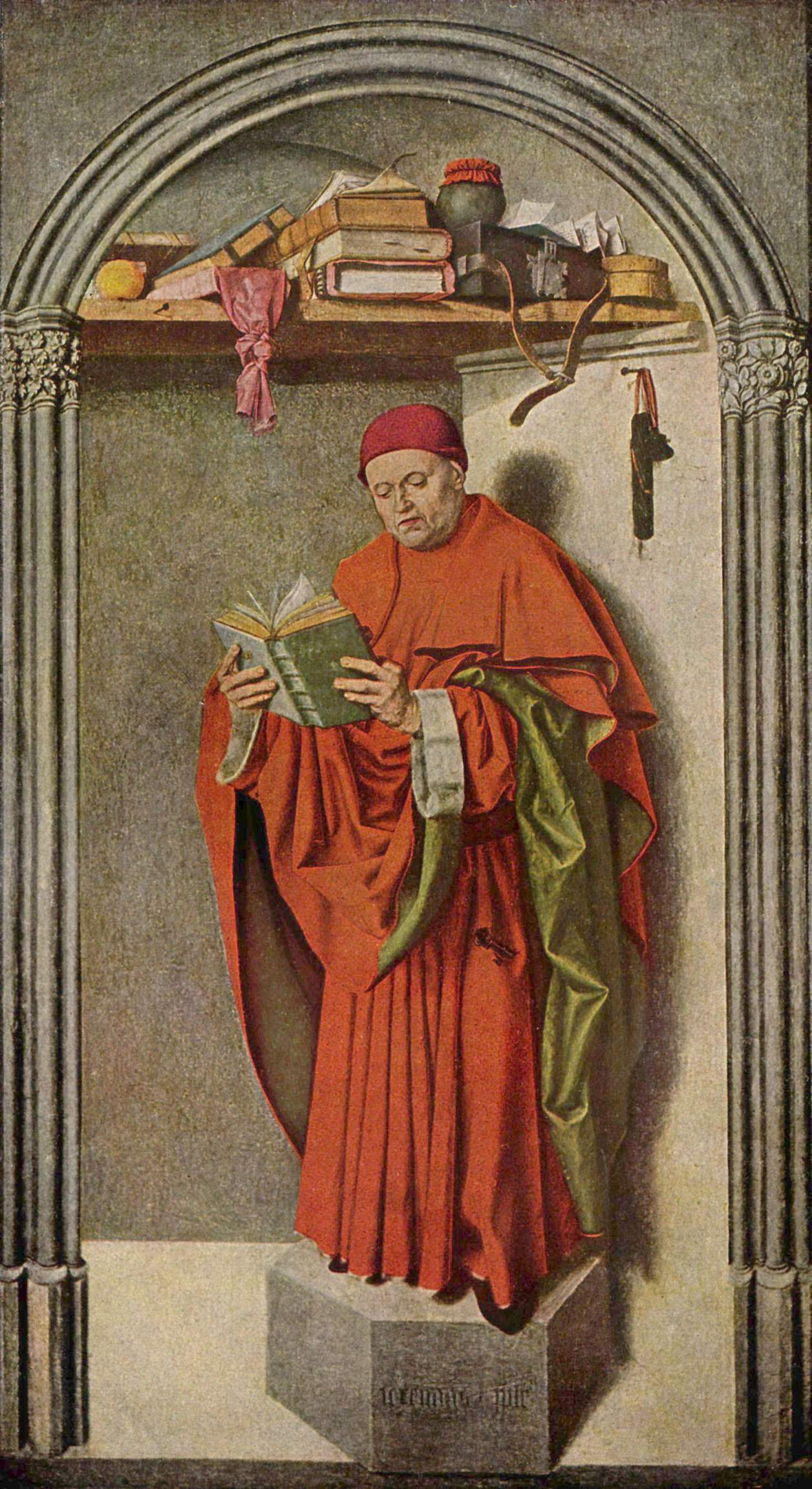
Barthélemy d'Eyck, Le Prophète Jérémy, Triptyque de l'Annonciation d'Aix, Musées royaux des beaux-arts de Belgique, Bruxelles

Un triptyque de Jan van Eyck aujourd'hui perdu, ayant appartenu à Battista Lomellino, et représentant sur un de ses panneaux saint Jérôme dans son studiolo, a pu être considéré comme l'œuvre fondamentale dont se sont inspirés nombre de peintres, tant flamands qu'étrangers, pour leurs représentations du Père de l'Église, comme en témoigne par exemple la fresque monumentale réalisée en 1480 par Domenico Ghirlandaio pour l'Église d'Ognissanti de Florence.
Il est possible que le petit panneau conservé au Detroit Institute of Arts sur le même sujet en soit une copie, de la main de Jan van Eyck ou non, tant il correspond à la description qu'en fait Bartolomeo Fazio, quand il a l'occasion de voir le triptyque Lomellino en 1456 à Naples : « un petit tableau flamand à l'huile […] montrant Saint Jérôme absorbé dans son travail, avec une bibliothèque contenant des livres en perspective, et un lion à ses pieds. » 
Or, le motif de l'étagère remplie de livres se retrouve surplombant les Prophètes Jérémie et Isaïe, sur les panneaux latéraux du Triptyque de l'Annonciation d'Aix peint entre 1443 et 1445 et attribué à Barthélemy d'Eyck. Et ce même motif est présent sur le Saint Jérôme dans son cabinet de travail de Colantonio, peint vers 1445, ce qui sert généralement de preuve pour justifier les contacts, voire l'influence du premier sur le second à la cour de René d'Anjou à Naples, jusqu'en 1442.
Il a d'autre part été assuré, grâce à une lettre de l'humaniste Pietro Summonte datant de 1524, qu'Antonello fut l'élève de Colantonio à Naples, sous le règne d'Alphonse le Magnanime.

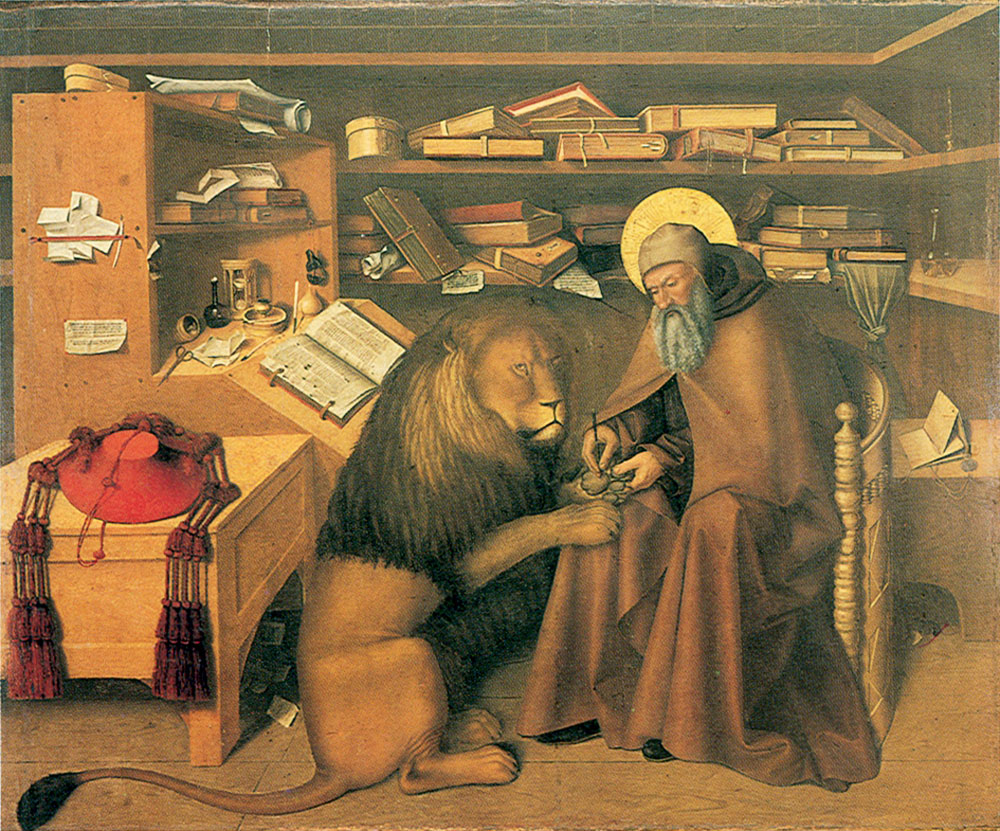
Colantonio, Saint Jérôme retirant l'épine de la patte du lion, dans son cabinet de travail, vers 1445, Museo di Capodimonte, Naples

D'une représentation à l'autre, il serait donc possible de retracer des influences — sinon des emprunts directes —, qui mèneraient de Jan van Eyck à Antonello en passant par Colantonio, par exemple, pour les livres posés sur les étagères (notamment le livre empaqueté dans un tissu dont le nœud pend par-dessus l'étagère, qui se trouve aussi bien chez Barthélémy d'Eyck, Colantonio, qu'Antonello), pour la représentation originale de saint Jérôme, non plus écrivant (comme c'était la tradition de montrer le traducteur de la Vulgate), mais lisant, les doigts glissés entre les pages (chez Jan van Eyck et Antonello), ou encore, le mobilier du studiolo, avec le bureau à étagères comportant une partie plane qui se termine en repose-livre incliné, le coffre en raccourci sur lequel repose le chapeau cardinalice, et les étagères servant de bibliothèque au fond (les trois éléments, distincts chez Colantonio, étant unifiés dans le tableau d'Antonello).

### Allusions dans l'œuvre littéraire de Georges Perec
Le Saint Jérôme d'Antonello est une référence picturale présente dans l'œuvre de Georges Perec, qui en fait une description détaillée dans Espèces d'espaces, au chapitre « L'espace » (« La conquête de l'espace », 2).
Il fait également partie des dix tableaux qui, dans La Vie mode d'emploi, donnent lieu à des « Allusions et détails » répertoriés dans son « Cahier des charges », et qui sont parfois très minces :

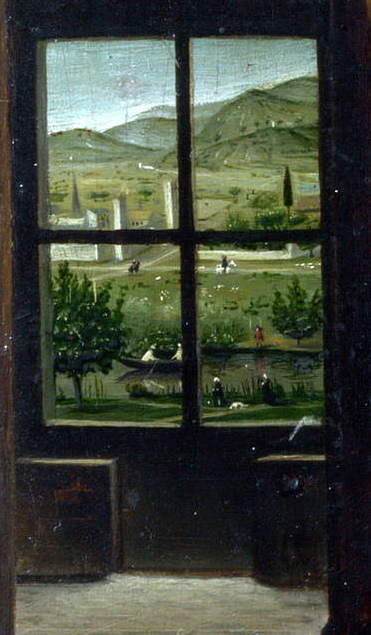
Détail de la fenêtre inférieure de gauche, décrit dans le chapitre 53 de La Vie mode d'emploi

- préambule : « un oranger nain » (p. 18[29]), et peut-être, quoique non noté dans le « Cahier des charges », « un pupitre avec un livre ouvert » (p. 17)
- chapitre 1 : « une sorte de récipient en cuivre sans anses » (p. 20)
- chapitre 7 : « un coffre Renaissance » (p. 46)
- chapitre 21 : « [un mouchoir] rouge [noué aux quatre coins qui évoque vaguement] une calotte de cardinal » (p. 107)
- chapitre 25 : « la serviette de lin bise à franges, à double bordure bistre, pendue à un clou [derrière la porte] » (p. 146)
- chapitre 27 : « les deux pots à pieds coniques, décorés de chevrons noirs et blancs, plantés de touffes bleuâtres [de romarin] […], avec ses [fausses] fleurs d’oranger » (p. 159)
- chapitre 33 : « cet homme manifestement presbyte, en train de lire un livre posé sur un pupitre incliné » (p. 205)
- chapitre 43 : « Anton Tailor & Shirt-Maker 16 bis, avenue de Messine Paris8e EURope 21-45 surmontant une silhouette de lion » (p. 244)
- chapitre 44 : le chapitre reprend le Préambule, et donc l'allusion au « pupitre avec un livre ouvert » (p. 250) et à « l'oranger nain » (p. 251). Il ajoute aussi (non noté dans le Cahier des charges) « un magnifique paon [en train de faire la roue] » (p. 251)
- chapitre 51 : « [l'antique] lion [de pierre] » (p. 292), qui se retrouve au chapitre 59 : « un lion [de pierre] » (p. 350)
- chapitre 53 : « Sa minutie, son respect, son habileté, étaient extraordinaires. Dans un cadre long de quatre centimètre et large de trois, [elle] faisait entrer un paysage tout entier avec un ciel bleu pâle parsemé de petits nuages blancs, un horizon de collines mollement ondulées [aux flancs couverts de vignes, un château], deux routes au croisement desquelles galopait un cavalier vêtu de rouge monté sur un cheval bai, [un cimetière avec deux fossoyeurs portant des bêches], un cyprès, des oliviers, une rivière bordée [de peupliers] avec trois pêcheurs assis au bord des rives, et, dans une barque, deux tout petits personnages vêtus de blanc. » (p. 309)
- chapitre 65 : « sur le sol, un spectaculaire carrelage, alternance de rectangles blancs, gris et ocre parfois décorés de motifs en losange » (p. 394)
- chapitre 66 : « quelques livres enluminés avec des reliures et des fermoirs de métal incrustés d’émaux, […] une étonnante gravure […] représentant à gauche un paon (peacock), vu de profil, épure sévère et rigide où le plumage se ramasse en une masse indistincte et presque terne et auquel seuls le grand œil bordé de blanc et l’aigrette en couronne donnent un frisson de vie » (p. 397)

### Autres formes de postérité
Le tableau fait partie du musée imaginaire de l'historien français Paul Veyne, qui le décrit dans son ouvrage justement intitulé Mon musée imaginaire. Il relève également des « 105 œuvres décisives de la peinture occidentale » constituant celui de Michel Butor.